# Castillo de Elvas
El castillo de Elvas se encuentra en Elvas, Distrito de Portalegre, en el Alentejo de Portugal.
Construido en La Raya. Sus muros eran atravesados por cuatro puertas: la de la Ferrada, la Porta Nova o de la Encarnação, la de Santiago y la del Bispo.
La línea de defensa interna se levanta en la cota más elevada del terreno, al nordeste, habiendo sobrevivido hasta el presente dos de sus antiguas puertas: la de la Alcáçova y la del Miradeiro. Está constituida por el castillo del reinado de Sancho II de Portugal, remodelado por D. Dinis y reforzado por Juan II y por Manuel I, presentando planta cuadrangular. Ladeado por dos torres cuadrangulares, la más alta correspondiendo a la del homenaje, el Portón de Armas está protegido por un balcón sustentado por mísulas, donde se exhibe el escudo de armas de Juan II. 
El castillo de Elvas forma parte del conjunto "Guarnición fronteriza y fortificaciones de la ciudad de Elvas" que fueron declaradas Patrimonio de la Humanidad por la Unesco en 2012.